# Olaf Bull
Olaf Jacob Martin Luther Breda Bull (Christiana, ma Oslo, 1883. november 10. – Christiana, 1933. június 29.) norvég költő, újságíró.

## Élete és művészete
Olaf Bull szülei Jacob Breda Bull író és második felesége, Maria Augusta Berglöf voltak. Gyermekkora nagy részét Christianaban, a mai Oslóban töltötte. 13 évesen rövid ideig a Buskerud-beli Hurumban élt. 1899-ben beiratkozott a kristinaniai  gimnáziumba, ahol még abban az évben közölte első versét az iskolai lapban. Miután befejezte a gimnáziumot családjával Rómába költözött, majd 1903-ban visszatért Christianaba. Noha jellegzetes oslói költőként ismert, élete folyamán Franciaországban és Olaszországban is élt egy ideig. Néhány évig újságíróként dolgozott a Posten és a Dagbladet norvég lapokban.
Bull a 20. századi norvég költészet egyik legjelentősebb alakja, az első igazi nagyvárosi norvég költő. Mesterei Henrik Wergeland, Bjørnstjerne Bjørnson és Nils Collett Vogt voltak. Verseinek központi témái a szerelem, a bánat és a halál. Rögzített strófamintákat használt, versei erős érzelmi töltésűek és rendkívül kifejezőek. Hibátlan formájú versei gyakran emlékeztetik az olvasót a halandóságra, ugyanakkor a művészet és a szépség fontosságát hirdetik.
Bull költészetében jól kamatoztatta széles körű ismereteit a modern és klasszikus irodalomról, filozófiáról, történelemről, politikáról, művészetről és tudományról. A radikalizmusáról ismert költőt a társadalmon kívülállónak tekintették, ugyanakkor költészetét tanulmányozva látható, hogy soha nem szakított a hagyományos költői formával és szerkezettel.
Műveit magyarra elsősorban Eörsi István és Hajdu Henrik fordították.

## Művei

### Életében megjelent művei
- Digte, Gyldendal (1909)
- Nye Digte, Gyldendal (1913)
- Mitt navn er Knoph, Narveson (1914)
- Digte og noveller, Gyldendal (1916)
- Samlede digte 1909–1919, Gyldendal (1919)
- Stjernerne, Gyldendal (1924)
- Metope, Gyldendal (1927)
- De hundrede aar, Gyldendal (1928)
- Kjaerlighet, Gyldendal (1929)
- Oinos og Eros, Gyldendal (1930)
- Ignis ardens, Gyldendal (1932)

### Halála után megjelent kötetei
- Kjaerlighetens farse: tre akter, Aschehoug (1919), (1948). Helge Kroggal közösen írt háromfelvonásos színmű
- Ekko og regnbue: notater fra en dikters verksted, Gyldendal (1987) Szerk. Frans Lasson
- Olaf Bull: brev fra en dikters liv, 2 kötet, Gyldendal (1989) Szerk. Frans Lasson
- Ild og skygger: spredte notater fra et dikterliv, Norhaven, Viborg (1991) Szerk. Frans Lasson